# Lasioglossum flindersi
Lasioglossum flindersi là một loài Hymenoptera trong họ Halictidae. Loài này được Cockerell mô tả khoa học năm 1905.

## Hình ảnh

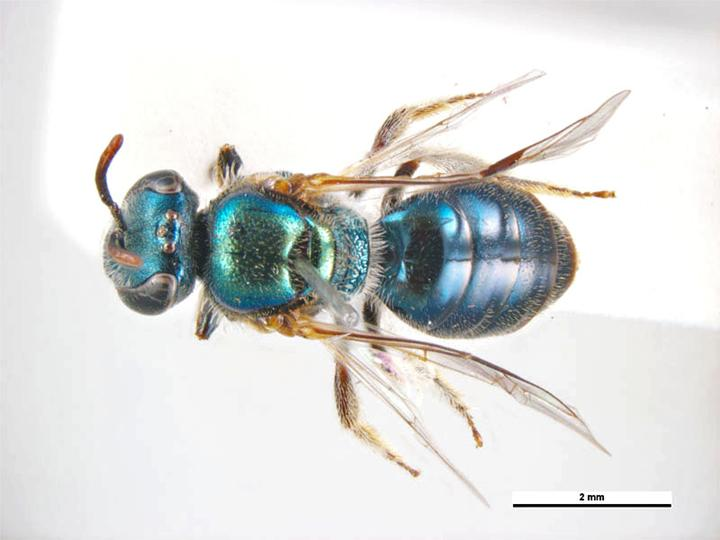
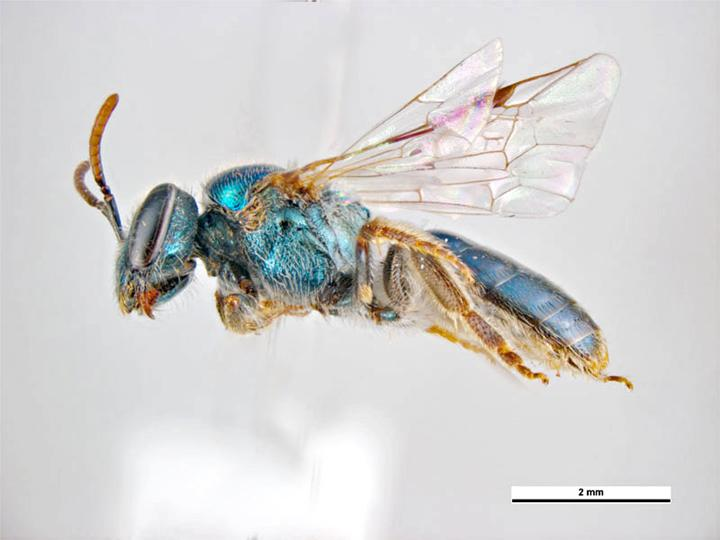
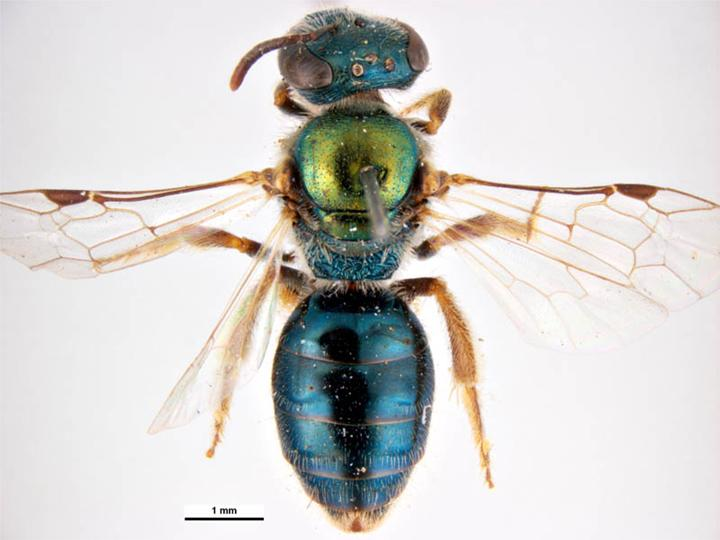